# The Pains of Being Pure at Heart
The Pains of Being Pure at Heart est un groupe de rock américain, originaire de Brooklyn.

## Biographie
Le groupe est fondé au printemps 2007 par Kip Berman (chanteur et guitariste), Peggy Wang (chant et claviers) et Alex Naidus (bassiste). Ils répètent et se produisent avec une boîte à rythmes avant de recruter le batteur Kurt Feldman en 2008. Leurs premiers enregistrements sont édités sur CD-R par Cloudberry. Le EP The Pains of Being Pure at Heart, enregistré en trio, est édité en 2007 par Painbow,. En 2008, le groupe signe un contrat discographique avec Slumberland Records. Ils se produisent au Royaume-Uni en compagnie de The Wedding Present.
Leur premier album éponyme est édité en février 2009 par Slumberland. Aux États-Unis il atteint la 37e place du classement Top Independent Albums et la 9e du classement Top Heatseekers. En avril le groupe joue son nouveau single Young Adult Friction sur le plateau de l'émission Last Call with Carson Daly sur la chaîne américaine NBC. Le quatuor tourne en Europe en mai et juin, ils se produisent notamment au Festival de l'île de Wight et donnent leur premier concert français le 26 mai au Batofar à paris. Ils reprennent la route aux États-Unis durant l'été et jouent entre autres au Pitchfork Music Festival. Le simple Come Saturday et le EP Higher Than the Stars sont édités en septembre. L'album The Pains of Being Pure at Heart figure dans les listes de fin d'année de plusieurs publications, dont le magazine américain Pitchfork, le quotidien The New York Times, le magazine canadien Exclaim!, ou encore le magazine britannique New Musical Express.
Début 2010, The Pains of Being Pure at Heart entame sa première tournée en Australie et au Japon avec en première partie The Depreciation Guild, le side-project de leur batteur Kurt Feldman. En 2011, le groupe sort son deuxième album Belong.
Le 21 avril 2014, The Pains of Being Pure at Heart est de retour avec son troisième album Days of Abandon dont la production est assurée par Andy Savours (My Bloody Valentine, Sigur Rós, The Kills).
En novembre 2019 la fin du groupe est annoncée

## Style musical et influences
The Pains of Being Pure at Heart fait partie des groupes de Brooklyn, tels Vivian Girls ou My Teenage Stride, tirant leur inspiration du mouvement noisy pop britannique. Les critiques évoquent à leur sujet l'influence de groupes de l'ancien label de Bristol Sarah Records tel que l'emblématique The Field Mice, ou bien encore de groupes figurant sur la compilation C86 du magazine New Musical Express, comme The Pastels, Shop Assistants et The Wedding Present,. Teenage Fanclub et My Bloody Valentine période Strawberry Wine sont également cités.
Ils revendiquent plutôt des influences américaines, Berman dit avoir grandi en écoutant Nirvana et Sonic Youth, Peggy Wang déclare s'être intéressée aux groupes signés sur les labels indépendants Slumberland, TeenBeat et K Records avant de découvrir les groupes britanniques souvent cités par la presse.